# Croton jamesonii
Espèce
Statut de conservation UICN

 DD  : Données insuffisantes
Croton jamesonii est une espèce de plantes à fleurs du genre Croton et de la famille des Euphorbiaceae, présente en Équateur.
Il a pour synonyme :
- Oxydectes jamesonii, (Müll.Arg.) Kuntze